# Axel Börsch-Supan
Axel Börsch-Supan (Darmstadt, 28 de diciembre de 1954) es un investigador, economista y director alemán del Centro de Economía del Envejecimiento (MEA) del Instituto Max Planck de Derecho Social y Política Social en Múnich, Alemania. Es profesor de economía y catedrático de economía del envejecimiento en la Universidad Técnica de Múnich. Un campo importante de su investigación empírica se centra en cuestiones sociopolíticas asociadas con los aspectos económicos del cambio demográfico y el envejecimiento de la población.

## Biografía
Estudió matemáticas y economía en la Universidad de Múnich y en la Universidad de Bonn, donde se graduó en 1980, recibiendo su diploma por su tesis titulada Estabilidad y control del tamaño de paso para la solución de ecuaciones diferenciales parciales parabólicas con finitos métodos de diferencia. En junio de 1984, se doctoró en economía por el Instituto de Tecnología de Massachusetts (MIT) en Cambridge, Massachusetts. El tema de su tesis fue la demanda de vivienda en los Estados Unidos y Alemania Occidental: un análisis de elección discreta bajo la supervisión de Daniel McFadden.
Fue profesor asistente de políticas públicas en la Universidad de Harvard entre 1984 y 1987, profesor de teoría económica en la Universidad Técnica de Dortmund desde 1987 a 1989 y profesor de macroeconomía y políticas públicas en la Universidad de Mannheim de 1989 a 2011. Fundó el Instituto de Investigación de Mannheim para la Economía del Envejecimiento (2001-2011).
Es director del Instituto Max Planck de Derecho Social y Política Social de Múnich y dirige el Centro de Economía del Envejecimiento (MEA) de Múnich desde 2011. Además, es director general de la Encuesta sobre Salud, Envejecimiento y Jubilación en Europa (SHARE).
Es miembro de la Academia de Ciencias y Humanidades de Berlín-Brandenburgo (BBAW) desde 1998, así como miembro de la Academia Nacional Alemana de Ciencias Leopoldina desde 2000. Desde 2015 también es miembro correspondiente de la Academia de Ciencias de Austria.

### Otras actividades
Es miembro del Consejo de Asesores del Ministerio Federal de Asuntos Económicos y Energía (presidente 2004-08), fue miembro de las Comisiones de Reforma de las Pensiones del gobierno federal alemán (2003, 2016) y Experto Grupo sobre Cambio Demográfico, el grupo asesor sobre cambio demográfico del presidente Horst Köhler y el Comité Asesor Europeo de Estadística (ESAC). Como asesor de políticas públicas, ha consultado a varios ministerios del gobierno federal y estatal alemán, la Comisión Europea, el Banco Mundial, la OCDE y varios gobiernos extranjeros.

## Publicaciones seleccionadas
- Börsch-Supan, A., Brandt, M., Hunkler, C., Kneip, T., Korbmacher, J., Malter, F., Schaan, B., Stuck, S. y Zuber, S., 2013, Datos Perfil de recursos: Encuesta sobre salud, envejecimiento y jubilación en Europa (SHARE). Revista Internacional de Epidemiología DOI: 10.1093/ije/dyt088.
- Börsch-Supan, A., Mitos, evidencia científica y política económica en un mundo que envejece, 2014, Journal of the Economics of Aging 1:1.
- Börsch-Supan, A. y Morten Schuth, 2014, Jubilación anticipada, salud mental y redes sociales, en: David A. Wise (ed.), Descubrimientos en la economía del envejecimiento, University of Chicago Press, Chicago.
- Börsch-Supan, A., Klaus Härtl y Alexander Ludwig, 2014, Envejecimiento en Europa: reformas, diversificación internacional y reacciones conductuales, American Economic Review, P&P, 104 (5): 1-7.
- Börsch-Supan, A. y Matthias Weiss, 2016: Productividad y edad: evidencia de equipos de trabajo en la línea de montaje, The Journal of the Economics of Ageing, 7: 30-42.